# لورينزا مازيتي
لورينزا مازيتي (بالإيطالية: Lorenza Mazzetti)‏ (1927 - 2020)، هي مخرجة أفلام إيطالية، روائية، مصورة، ورسّامة.
ولدت يوم 26 يوليو 1927 في فلورنسا، وتوفيت يوم 4 يناير 2020 في مدينة روما (92 عامًا).

## من أعمالها
- كـ (1954).
- معاً (1956).
- I cattivi vanno in Paradiso (1959).
- عشاق اللاتينية (1961).
- أسرار روما (1966).

## من مؤلفاتها
- Il cielo cade (1962)
- Con rabbia (1963)
- Uccidi il padre e la madre (1969)
- Il lato oscuro، Tindalo (1969).
- Il teatro dell'io: l'onirodramma. I bambini drammatizzano a scuola i loro sogni (1975)
- دياريو لندن (2014)

## وصلات خارجية
- لورينزا مازيتي على موقع IMDb (الإنجليزية)
- لورينزا مازيتي على موقع ألو سيني (الفرنسية)
- لورينزا مازيتي على موقع قاعدة بيانات الفيلم (الإنجليزية)
- لورينزا مازيتي على موقع كينوبويسك (الروسية)